# رشیدا جونز
رشیدا جونز (به انگلیسی: Rashida Jones؛ زادهٔ ۲۵ فوریهٔ ۱۹۷۶) یک بازیگر، کارگردان، فیلم‌نامه‌نویس و تهیه‌کننده اهل ایالات متحده آمریکا است. وی از سال ۱۹۹۷ میلادی تاکنون مشغول فعالیت بوده است.

## گزیده فیلمشناسی
از فیلم‌ها یا برنامه‌های تلویزیونی که وی در آن نقش داشته است می‌توان به آثار زیر اشاره کرد.
- ده (۲۰۰۷)
- قانون‌شکن (۲۰۱۰)
- شبکه اجتماعی (۲۰۱۰)
- تک‌همسری (۲۰۱۰)
- بیگ یر (۲۰۱۱)
- دوستی با مزایا (۲۰۱۱)
- برادر ابله ما (۲۰۱۱)
- ماپت‌ها (۲۰۱۱)
- رمزگشایی آنی پارکر (۲۰۱۳)
- خشم کوبایی (۲۰۱۴)
- درون و بیرون (۲۰۱۵)
- اداره (مجموعه تلویزیونی) (۲۰۰۶–۰۹، ۲۰۱۱)
- پخش زنده شنبه شب (۲۰۰۷)
- پارک‌ها و تفریحات (۲۰۰۹–۱۵)
- کلیولند شو (۲۰۱۲)
- سلست و جس برای همیشه (۲۰۱۲)
- سیمپسون‌ها (۲۰۱۳)
- آینه سیاه (مجموعه تلویزیونی) (۲۰۱۶)
- گرینچ (۲۰۱۸)
- جاسوسان نامحسوس (۲۰۱۹)
- روی صخره‌ها (۲۰۲۰)